# Comté de Billings
Pour les articles homonymes, voir Billings.
Le comté de Billings est un comté du Dakota du Nord. Sa population s’élevait à 783 habitants lors du recensement de 2010, estimée à 940 habitants en 2017.

## Démographie
| Groupe            | Comté de Billings | Dakota du Nord | États-Unis |
| ----------------- | ----------------- | -------------- | ---------- |
| Blancs            | 98,6              | 90,0           | 72,4       |
| Amérindiens       | 0,4               | 5,4            | 0,9        |
| Asiatiques        | 0,5               | 1,0            | 4,8        |
| Afro-Américains   | 0,2               | 1,2            | 12,6       |
| Autres            | 0,3               | 2,4            | 9,3        |
| Total             | 100               | 100            | 100        |
|                   |                   |                |            |
| Latino-Américains | 0,5               | 2,0            | 16,7       |

Selon l'American Community Survey, pour la période 2011-2015, 90,55 % de la population âgée de plus de 5 ans déclare parler l'anglais à la maison, 3,26 % déclare parler l'espagnol, 2,47 % l'ukrainien, 1,35 % l'allemand, 1,24 % le français, 0,79 % l'arabe et 0,34 % une autre langue.
| 1880  | 1890 | 1900 | 1910   | 1920  | 1930  |
| ----- | ---- | ---- | ------ | ----- | ----- |
| 1 323 | 170  | 975  | 10 186 | 3 126 | 3 140 |

| 1940  | 1950  | 1960  | 1970  | 1980  | 1990  |
| ----- | ----- | ----- | ----- | ----- | ----- |
| 2 531 | 1 777 | 1 513 | 1 198 | 1 138 | 1 108 |

| 2000 | 2010 | - | - | - | - |
| ---- | ---- | - | - | - | - |
| 888  | 783  | - | - | - | - |

## Lieux protégés
- Parc national Theodore Roosevelt
- Peaceful Valley Ranch
- Theodore Roosevelt Wilderness